# چارلز بارتون (کارگردان)
چارلز بارتون (انگلیسی: Charles Barton؛ ۲۵ مهٔ ۱۹۰۲ – ۵ دسامبر ۱۹۸۱) کارگردان و بازیگر اهل ایالات متحده آمریکا بود. از فیلم‌هایی که وی در آن نقش داشته است، می‌توان به بال‌ها، بو ژست و شیرفروش اشاره کرد.